# Sit! Stay! Wait! Down!/Love Story
《Sit! Stay! Wait! Down!／Love Story》是安室奈美惠以个人单独名义在2011年12月7日发行的第38张单曲。以CD ONLY、CD+DVD兩形式發行。

## 簡介
- 與前作《NAKED／Fight Together／Tempest》相隔約4個月的單曲，收錄2首新A面歌及B面歌，為安室首張收錄4首歌的單曲。
- 《Sit! Stay! Wait! Down!》與《Love Story》皆為月9連續劇《我無法戀愛的理由》的使用歌曲。自《CAN YOU CELEBRATE?》後約14年零9個月再次成為月9連續劇的使用歌曲[1]。安室本人出演劇集第9話，並演唱主題曲《Love Story》。
- 《Sit! Stay! Wait! Down!》為《WILD》以來再由T.KURA&MICHICO製作的歌曲，發表當初預定拍攝PV並收錄於DVD[2]。
- 《Love Story》的PV則遠赴倫敦拍攝。11月2日開始進行手機下載，與《Sit! Stay! Wait! Down!》連續2週奪得Rekochoku冠亞軍位置[3]。配信至今已超過200萬次下載總數[4]。
- 《Love Story》在安室2012年五大巨蛋演唱會曲目投票選舉裡，在逾百首歌曲中高踞首位。

## 收錄歌曲
CD
1. Sit! Stay! Wait! Down!
  - 作詞：michico／作曲：T.Kura、michico
  - 富士電視台連續劇『我無法戀愛的理由』主題曲
2. Love Story
  - 作詞：TIGER／作曲：T-SK、Tesung Kim、Liv Nervo、Mim Nervo
  - 富士電視台連續劇『我無法戀愛的理由』插曲
3. Higher
  - 作詞・作曲：Nao'ymt
  - 日本「Coca Cola Zero」廣告歌 (部分地區)
4. arigatou <thank the world for LOVE... gift song for 2011>
  - 作詞：michico／作曲：T.Kura、michico
  - KOSE「ESPRIQUE」廣告歌
5. Sit! Stay! Wait! Down! (Instrumental)
6. Love Story (Instrumental)
7. Higher (Instrumental)

DVD
1. Love Story（Music Video）

## 資料來源
1. ↑  安室奈美恵、新曲は14年9カ月ぶりの月9主題歌 （页面存档备份，存于）、ナタリー、2011年10月10日。
2. ↑  安室奈美恵、〈月9〉主題歌“Love Story”含む両A面作を12月にドロップ  （页面存档备份，存于）、TOWER RECORDS、2011年10月18日。
3. ↑  安室奈美恵、レコチョク史上初の着うた（R）ランキング2週連続1位2位独占 （页面存档备份，存于）、BARKS、2011年12月02日。
4. ↑  http://www.barks.jp/news/?id=1000075904 （页面存档备份，存于） 安室奈美恵、シングル「Sit! Stay! Wait! Down!／Love Story」が200万DL突破、DVD＆Blu-rayも音楽部門2冠]、BARKS、2011年12月28日。